# Cotton Valley (Louisiane)
Cotton Valley est une municipalité de la Paroisse de Webster en Louisiane aux États-Unis.
Sa population était de 1 009 habitants en 2010.